# Organisation intergouvernementale pour les transports internationaux ferroviaires

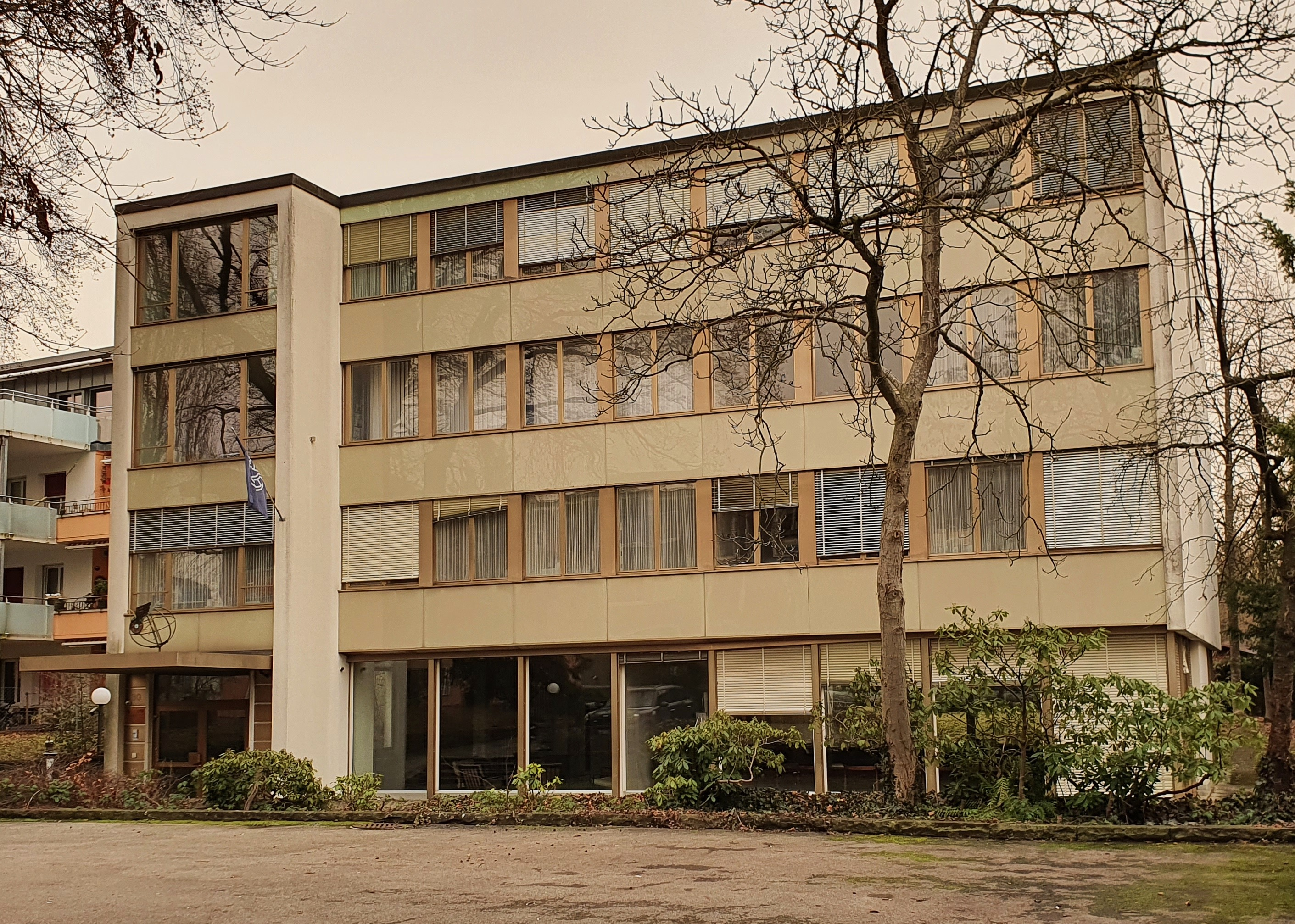
Siège de l'OTIF à Berne

 (septembre 2019).
Si vous disposez d'ouvrages ou d'articles de référence ou si vous connaissez des sites web de qualité traitant du thème abordé ici, merci de compléter l'article en donnant les références utiles à sa vérifiabilité et en les liant à la section « Notes et références ».
 (septembre 2019).
L'Organisation intergouvernementale pour les transports internationaux ferroviaires (OTIF) est une organisation intergouvernementale
dédiée aux transports internationaux ferroviaires et qui comprend 50 États membres et un membre associé. Son siège social se trouve à Berne (Suisse).
Son secrétaire général est Wolfgang Küpper, élu par l'Assemblée générale en 2019.
L’OTIF déploie des outils pour faciliter le trafic ferroviaire international et ce en travaillant étroitement avec le Comité international des transports ferroviaires (CIT), la Commission économique des Nations Unies pour l'Europe (CEE-ONU), l’Agence de l'Union européenne pour les chemins de fer située à Valenciennes, la Commission européenne (Direction générale de la Mobilité et des Transports) et l’Organisation pour la Coopération des Chemins de Fer (OSJD).

## Histoire
L'Organisation intergouvernementale pour les transports internationaux ferroviaires est née le 1er mai 1985, lors de l'entrée en vigueur de la Convention relative aux transports internationaux ferroviaires (COTIF) dont elle émane. L'OTIF a succédé à l'OCTI, Office central des transports internationaux par chemins de fer, qui datait de 1890.

## Description
La raison d’être de l’organisation est d’édifier un droit ferroviaire unifié pour rapprocher l’Europe, l’Asie et l’Afrique. L'un des objectifs à long terme de l'OTIF est de permettre des transports ferroviaires directs de l’Atlantique au Pacifique, en surmontant la coexistence existant depuis des décennies de deux régimes de droit de transport ferroviaire, à savoir les conventions CIM et CIV, d’une part, et les accords SMGS et SMPS (conventions internationales qui s’appliquent, en Europe de l’Est et en Asie, aux transports ferroviaires internationaux de voyageurs et de marchandises) basés sur l’économie planifiée étatique d'autre part.
L’OTIF a trois langues officielles : français, allemand et anglais.

### Organisation
L'Organisation est constituée de différents organes : assemblée générale, commission de révision, commission d'experts du RID (Règlement concernant le transport international ferroviaire des marchandises dangereuses), commission de la facilitation ferroviaire, commission d'experts techniques, comité administratif, secrétaire général, tribunal arbitral.

### Membres
Les adhérents de l'OTIF sont en principe des États, mais la COTIF 1999 autorise également l'adhésion d'organisations régionales d’intégration économique. À ce titre, l’Union européenne a adhéré à la COTIF avec effet au 1er juillet 2011.
Début 2022, l'OTIF compte plus d'une cinquantaine de membres : Afghanistan, Albanie, Algérie, Allemagne, Arménie, Autriche, Azerbaïdjan, Belgique, Bosnie-Herzégovine, Bulgarie, Croatie, Danemark, Espagne, Estonie, Finlande, France, Géorgie, Grèce, Hongrie, Irak, Iran, Irlande, Italie, Jordanie, Lettonie, Liban, Liechtenstein, Lituanie, Luxembourg, Macédoine du Nord, Maroc, Monaco, Monténégro, Norvège, Pakistan, Pays-Bas, Pologne, Portugal, République tchèque, Roumanie, Royaume-Uni, Russie, Serbie, Slovaquie, Slovénie, Suède, Suisse, Syrie, Tunisie, Turquie, Union européenne et Ukraine.
Pour l'Irak, le Liban et la Syrie, la qualité de membre a été suspendue jusqu'à la reprise du trafic international.
La Jordanie est un membre associé.

## Activité
L'instrument juridique fondamental est la Convention relative aux transports internationaux ferroviaires (COTIF 1999 qui a succédé à la COTIF 1980) à laquelle s’ajoutent sept appendices. Depuis 2011, l’Union européenne a ratifié la COTIF.
La COTIF s’applique en Europe, au Maghreb, en Asie et au Moyen-Orient et couvre plus de 250 000 km de lignes ferroviaires.
La COTIF permet à l’organisation d’étendre l’interopérabilité juridique, d’améliorer l’interopérabilité technique en matière de sécurité et d’exploitation par l’édiction de prescriptions techniques uniformes (PTU) et de contribuer au développement du transport multimodal avec les prescriptions relatives au transport des marchandises dangereuses.
Les sept appendices de la COTIF édictent des règles uniformes concernant :
- le contrat de transport international ferroviaire des voyageurs (CIV) ;
- le contrat de transport international ferroviaire des marchandises (CIM) ;
- le contrat d’utilisation de véhicules en trafic international ferroviaire (CUV) ;
- le contrat d’utilisation de l’infrastructure en trafic international ferroviaire (CUI) ;
- la validation des normes techniques et l’adoption de prescriptions techniques uniformes pour le matériel ferroviaire utilisé en trafic international (APTU) ;
- l’admission technique de matériel ferroviaire utilisé en trafic international (ATMF).

Enfin, l’appendice C est le Règlement concernant le transport international ferroviaire des marchandises dangereuses. Ce règlement s’applique pour le trafic international mais aussi pour le trafic national au sein des États de l’UE. De plus les prescriptions sur les marchandises dangereuses s’appliquent également au mode de transport routier et à la navigation intérieure.
De la COTIF découlent alors des exigences fonctionnelles techniques (prescriptions techniques uniformes PTU), des contrats types ou encore la lettre de voiture. Les contrats types conformes à la COTIF sont développés et diffusés par le Comité international des transports ferroviaires (CIT).